# Дунайський Ігор Іванович
І́гор Іва́нович Дуна́йський (13 вересня 1948, Львів) — український дипломат, розвідник,  полковник Служби зовнішньої розвідки України у відставці.
Після проголошення незалежності України, займався організацією українського посольства в США.

## Біографія
Народився 13 вересня 1948 року у Львові. Закінчив фізико-математичний клас Ужгородської середньої школи № 3 та фізико-математичний факультет Ужгородського університету. Після чого був направлений викладати фізику в сільській школі. Був призваний в радянську армію, де проходив службу в Групі радянських військ Німеччині. Почав роботу в КДБ СРСР, згодом був направлений на навчання до Червонопрапорного інституту КДБ СРСР. Після його закінчення працював у Києві в підрозділі зовнішньої розвідки, часто виїжджав за кордон для виконання спеціальних завдань. Проходив стажування в Міністерстві закордонних справ Української РСР. У 1987 році був призначений консулом в Посольстві СРСР в США.
Коли США визнали незалежність України 26 грудня 1991 року, а 3 січня 1992 року було встановлено дипломатичні відносини, разом з першим секретарем постійного представництва України в ООН Сергієм Куликом під керівництвом Постійного представника України в ООН Геннадія Удовенка, займався організацією українського посольства в США.
Працював в Посольстві України в США до 1993 року. Після повернення до Києва використовував свій досвід в інтересах української зовнішньої розвідки. Неодноразово виїжджав у відрядження в інші країни, а в одній з них йому довелося пропрацювати цілих три роки. У 1999 році звільнився і вийшов на пенсію. Зараз вже як ветеран розвідки з задоволенням передає свій досвід молодим українським розвідникам.